# Jolly Roger (film)
Jolly Roger er en dansk film fra 2001, skrevet og instrueret af Lasse Spang Olsen. Som blev udgivet den 12. oktober 2001.

## Medvirkende
- Kim Bodnia (sørøverkaptajnen Jolly Roger)
- Clara Halvorsen (Lula)
- Brian Patterson (ærkeenglen Karim)
- Dick Kaysø (stemme)
- Lasse Lunderskov
- Jacob Haugaard (sørøveren José)
- Søren Fauli (sørøveren Røde Harry)
- Nikolaj Lie Kaas (ærkeenglen Theobalt)
- Tomas Villum Jensen (ærkeenglen Emil)
- Jens Okking (Gud)
- Søren Sætter-Lassen (far)
- Ellen Hillingsø (mor)
- Ole Thestrup (Guds hippieven)
- Niels Anders Thorn (engel)
- Lene Brøndum (receptionist i Helvede)
- Holger Perfort (receptionist i Helvede)
- Rikard Wolff (piratkaptenen Svarta Bill)
- Lester Wiese (sørøveren Bernardo)
- Slavko Labovic (sørøver)

## Trivia
- Det skæg som karakteren, sørøverkaptajnen, Jolly Roger har i filmen, er Kim Bodnias eget skæg. Han lod det gro i to år op til filmen.
- Det tidligere flådefartøj P-530 Daphne[1] blev i filmen brugt som det moderne sørøverskib El Diablo